# Lester Maddox
Lester Garfield Maddox (ur. 30 września 1915, zm. 25 czerwca 2003) – amerykański polityk.
Maddox przyszedł na świat w Atlancie w stanie Georgia. Wykształcenie zdobył na kursach korespondencyjnych. Z zawodu był restauratorem – prowadził restaurację Pickrick w swoim rodzinnym mieście. Zasłynął wówczas z tego, że przepędzał sprzed niej Afroamerykanów trzonkiem od siekiery.
Potem został politykiem i działaczem Partii Demokratycznej, a ściślej jej prawicowego, konserwatywnego skrzydła, które dążyło do utrzymania segregacji rasowej i ucisku czarnych. Początkowo pełnił urząd (przez dwie kadencje) burmistrza Atlanty.
W roku 1966 kandydował na stanowisko gubernatora stanu Georgia, pokonując w partyjnych prawyborach senatora stanowego imieniem Jimmy Carter. Maddox wygrał wybory, a urząd gubernatora pełnił w latach 1967-1971. Reprezentował wtedy pozycje prosegregacyjne, choć nie był ekstremistą takim jak George Wallace.
W prawyborach roku 1971 nominację uzyskał Carter, ale Maddox został wtedy, w wyniku wyborów, wicegubernatorem.
Wybory prezydenckie w 1976 roku wygrał były gubernator Carter, a Maddox kandydował przeciwko niemu z ramienia marginesowego stronnictwa konserwatywnego, ale przegrał wówczas z kretesem.